# 沃昂沃兰
沃昂沃兰（法語：Vaulx-en-Velin，法語發音：[vo ɑ̃ vəlɛ̃] ⓘ），法国东南部城市，奥弗涅-罗讷-阿尔卑斯大区的一个市镇，原属于罗讷省，自2015年起成为里昂大都会的一部分，隶属于里昂区，其市镇面积为20.94平方公里，2022年1月1日时人口数量为52,448人，是里昂大都会人口第四多的市镇，在法国城市中排名第127位。
沃昂沃兰位于里昂市区东北部，罗讷河左岸，其主城区所在区域因若纳日运河的开凿而形成一个河心岛。沃昂沃兰自20世纪50年代末得到大规模开发，现为里昂近郊一个重要的卫星城，通过地铁A线和多条有轨电车及公交线路连接里昂市区。

## 地名来源

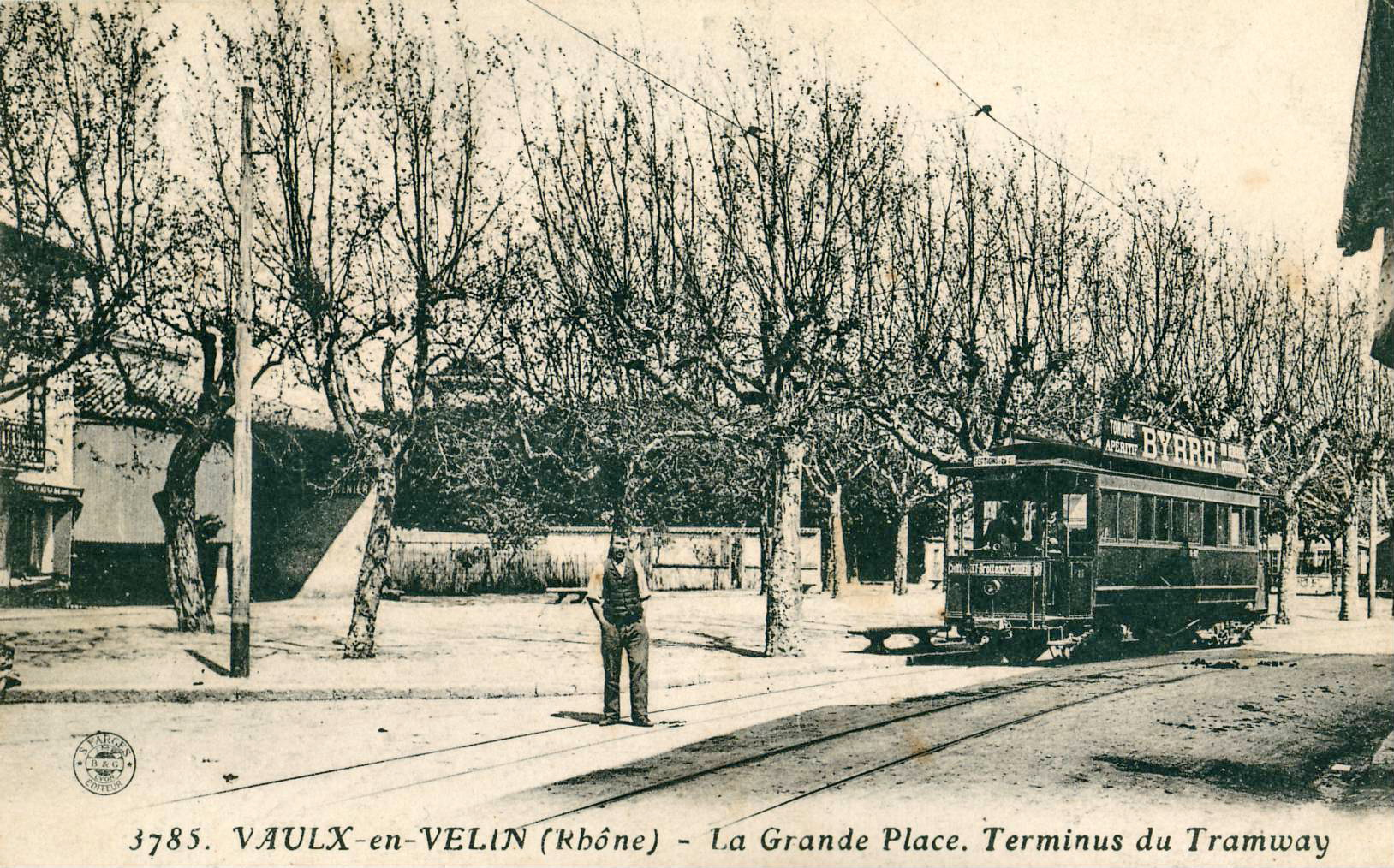
途径沃昂沃兰的传统有轨电车（1917年）

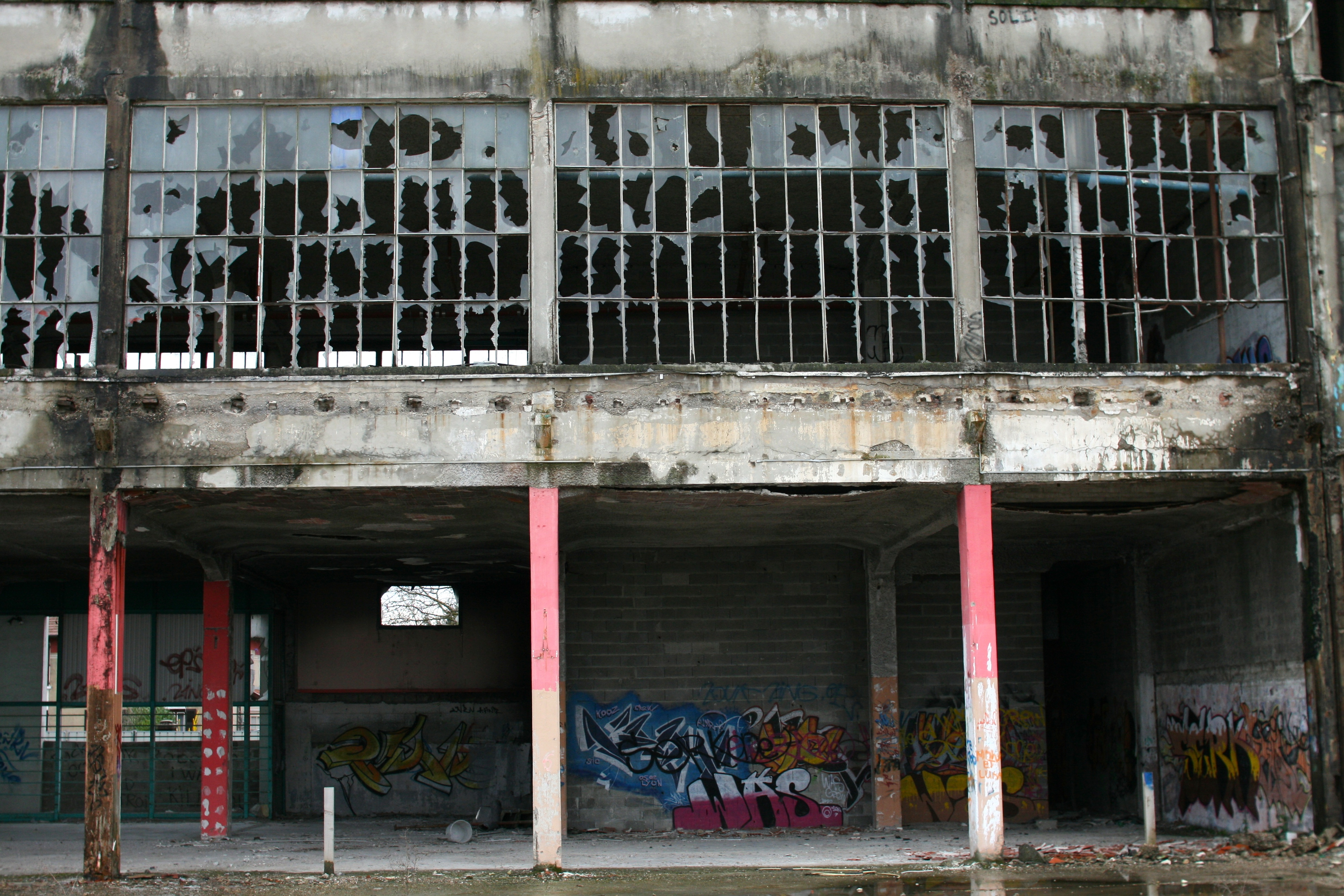
塔斯工厂旧址

“沃昂沃兰”一名的来源尚存在争议。根据当地官方网站的论述，该名称可能来源于拉丁语“Valles in Velleno”，意为“饲养绵羊的河谷”，可能与当地历史上的农业生产活动有关。
因翻译标准不同，“Vaulx-en-Velin”在部分汉语资料中被译为沃昂夫兰。

## 历史
沃昂沃兰的早期建城史尚不清楚，高卢时期，该区域为阿洛布罗基人的活动范围，中世纪时被勃艮第人控制。1225年，沃昂沃兰首次在里昂市政厅的文献中被提及，彼时当地为蒙吕埃勒领主的一处领地，属于布雷斯。1320年，罗讷河发生特大洪水，其干流在洪峰过后转向沃昂沃兰的北侧，使得该区域成为河流左岸。为方便管理，蒙吕埃勒领主让（Jean de Montluel）将包括沃昂沃兰在内的罗讷河左岸区域赠予多菲内伯爵。1349年，多菲内被法兰西王国继承，沃昂沃兰改属为多菲内行省。此后，沃昂沃兰长期为一处普通农业村落，其农业生产活动常受到洪水影响，其中1756年1月的一次洪水使得沃昂沃兰全境被淹没。法国大革命后，沃昂沃兰成为伊泽尔省的一个市镇，后于1852年改划至罗讷省。工业革命时期，得益于罗讷河的人工整治，沃昂沃兰地区的洪水威胁有所减少，人口数量开始增加。19世纪末，连接里昂和沃昂沃兰之间的有轨电车线路建成运营。1925年，位于沃昂沃兰的塔斯工厂建成运营，该工厂附近形成居民区。二战后，沃昂沃兰被规划为优先城市开发区（ZUP），当地出现了大批高层集中式居民楼，居民数量在十余年时间内增加了三倍。1982年，塔斯工厂关闭，导则当地大批居民失业。1995年10月，因不满伊斯兰恐怖主义头目哈立德·凯尔卡尔被警察击毙，沃昂沃兰爆发大规模骚乱。2015年，沃昂沃兰被划入带有省级行政功能的里昂大都会。

## 地理

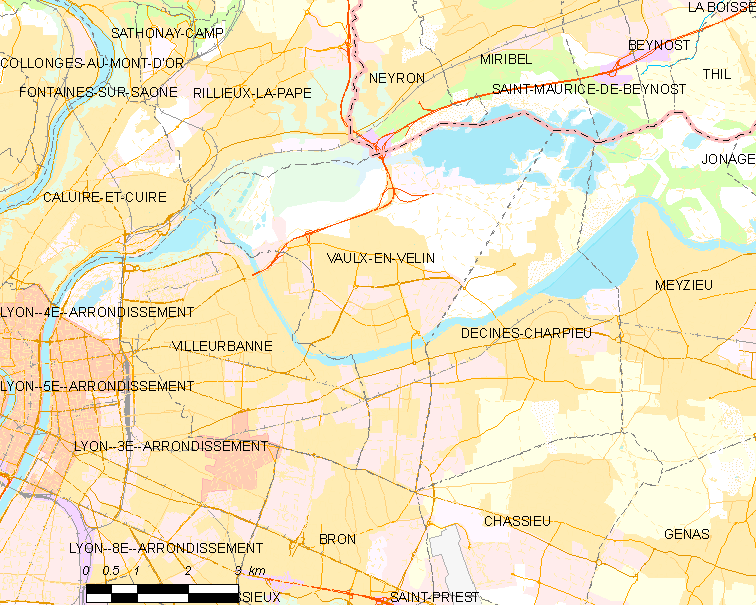
沃昂沃兰市镇范围地图

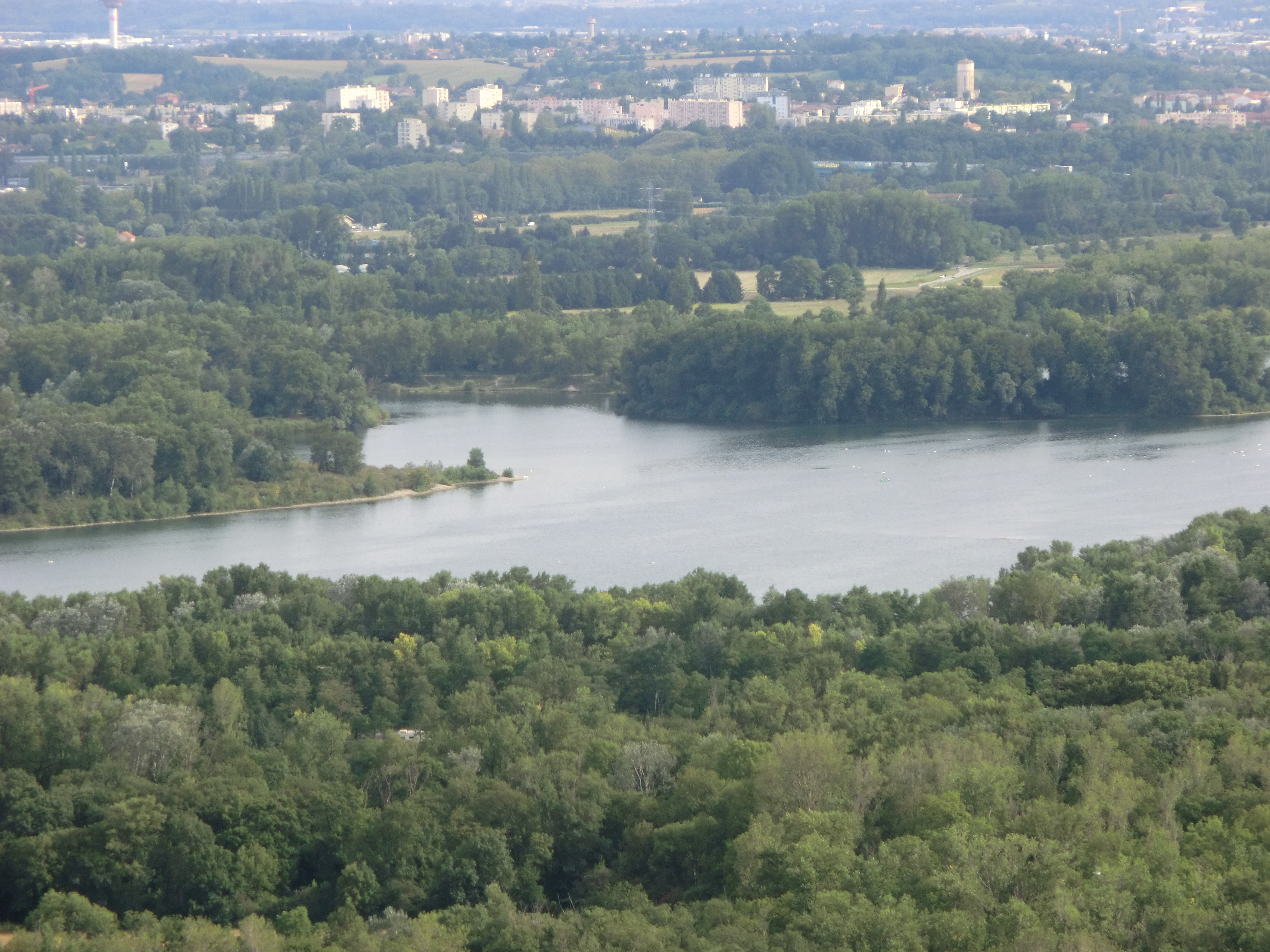
航拍沃昂沃兰附近的林地

沃昂沃兰位于法国东南部，奥弗涅-罗讷-阿尔卑斯大区中部和罗讷省南部，距离里昂市区大约5公里。与沃昂沃兰接壤的市镇包括：米里贝勒、内龙、布龙、维勒班、代西讷-沙尔皮约、里约拉帕普。

### 地形
沃昂沃兰位于罗讷河冲积形成的一处平原上，境内地势较为平坦，全境海拔在165到193米之间。

### 水文
罗讷河干流自东向西流经境内北部，其1320年大洪水以前的故道被人工改建成为若纳日运河。

### 植被
沃昂沃兰属于温带阔叶混交林区，市镇范围北部有大片林地分布，埃尔萨·特里奥莱公园（Parc Elsa Triolet）是当地主要的城市绿地。
在鲜花城市的评比中，沃昂沃兰暂未被评级。

### 气候
沃昂沃兰在柯本气候分类法中属于带有地中海特征的温带海洋性气候。
距离沃昂沃兰最近的常年气象站位于布龙境内，以下为该气象站的数据：
| 布龙气象站1981年－2019年 | 布龙气象站1981年－2019年 | 布龙气象站1981年－2019年 | 布龙气象站1981年－2019年 | 布龙气象站1981年－2019年 | 布龙气象站1981年－2019年 | 布龙气象站1981年－2019年 | 布龙气象站1981年－2019年 | 布龙气象站1981年－2019年 | 布龙气象站1981年－2019年 | 布龙气象站1981年－2019年 | 布龙气象站1981年－2019年 | 布龙气象站1981年－2019年 | 布龙气象站1981年－2019年 |
| 月份                     | 1月                      | 2月                      | 3月                      | 4月                      | 5月                      | 6月                      | 7月                      | 8月                      | 9月                      | 10月                     | 11月                     | 12月                     | 全年                     |
| ------------------------ | ------------------------ | ------------------------ | ------------------------ | ------------------------ | ------------------------ | ------------------------ | ------------------------ | ------------------------ | ------------------------ | ------------------------ | ------------------------ | ------------------------ | ------------------------ |
| 历史最高温 °C（°F）      | 19.1 (66.4)              | 21.9 (71.4)              | 25.7 (78.3)              | 30.1 (86.2)              | 34.2 (93.6)              | 38.4 (101.1)             | 40.4 (104.7)             | 40.5 (104.9)             | 35.8 (96.4)              | 28.4 (83.1)              | 23 (73)                  | 20.2 (68.4)              | 40.5 (104.9)             |
| 平均高温 °C（°F）        | 6.4 (43.5)               | 8.4 (47.1)               | 13 (55)                  | 16.3 (61.3)              | 20.8 (69.4)              | 24.6 (76.3)              | 27.7 (81.9)              | 27.2 (81.0)              | 22.7 (72.9)              | 17.4 (63.3)              | 10.8 (51.4)              | 7.1 (44.8)               | 16.9 (62.4)              |
| 日均气温 °C（°F）        | 3.4 (38.1)               | 4.8 (40.6)               | 8.4 (47.1)               | 11.4 (52.5)              | 15.8 (60.4)              | 19.4 (66.9)              | 22.1 (71.8)              | 21.6 (70.9)              | 17.6 (63.7)              | 13.4 (56.1)              | 7.5 (45.5)               | 4.3 (39.7)               | 12.5 (54.5)              |
| 平均低温 °C（°F）        | 0.3 (32.5)               | 1.1 (34.0)               | 3.8 (38.8)               | 6.5 (43.7)               | 10.7 (51.3)              | 14.1 (57.4)              | 16.6 (61.9)              | 16 (61)                  | 12.5 (54.5)              | 9.3 (48.7)               | 4.3 (39.7)               | 1.6 (34.9)               | 8.1 (46.6)               |
| 历史最低温 °C（°F）      | −23 (−9)                 | −22.5 (−8.5)             | −10.5 (13.1)             | −4.4 (24.1)              | −3.8 (25.2)              | 2.3 (36.1)               | 6.1 (43.0)               | 4.6 (40.3)               | 0.2 (32.4)               | −4.5 (23.9)              | −9.4 (15.1)              | −24.6 (−12.3)            | −24.6 (−12.3)            |
| 平均降水量 mm（）        | 47.2 (1.86)              | 44.1 (1.74)              | 50.4 (1.98)              | 74.9 (2.95)              | 90.8 (3.57)              | 75.6 (2.98)              | 63.7 (2.51)              | 62 (2.4)                 | 87.5 (3.44)              | 98.6 (3.88)              | 81.9 (3.22)              | 55.2 (2.17)              | 831.9 (32.75)            |
| 月均日照時數             | 73.9                     | 101.2                    | 170.2                    | 190.5                    | 221.4                    | 254.3                    | 283                      | 252.7                    | 194.8                    | 129.6                    | 75.9                     | 54.5                     | 2,002                    |
| 来源：infoclimat.fr      |                          |                          |                          |                          |                          |                          |                          |                          |                          |                          |                          |                          |                          |

## 行政区划
沃昂沃兰是法国奥弗涅-罗讷-阿尔卑斯大区罗讷省的一个市镇，编号为69256。沃昂沃兰隶属于里昂区和罗讷省选区，同时也是里昂大都会的组成部分。
法国国家统计与经济研究所（简称）在进行数据统计时，将沃昂沃兰及相邻的另外127个市镇设为里昂城市核心区（2020年改为124个），并将包括核心区在内的周边共499个市镇划为里昂城市区。自2020年起，里昂城市区被包含398个市镇的里昂城市辐射区代替。此外，还将沃昂沃兰市镇分为了18个“块区”（IRIS），以便于统计人口分布情况。

## 交通

### 公路
A42、A46高速公路以及国道N346线在沃昂沃兰市区北部交汇，沃昂沃兰境内的大部分道路已完成城市化改造，配有照明、排水、人行道等设施。
| 巴黎 | 470 |

| 格勒诺布尔 | 107 |

| 索恩河畔自由城 | 38 |

| 布雷斯地区布尔格 | 73 |

| 昂贝略昂比热 | 49 |

| 布尔关雅略 | 44 |

| 里昂 | 10 |

| 里昂（Part-Dieu） | 8 |

| 里昂（Perrache） | 12 |

| 维勒班 | 4 |

| 布龙 | 7 |

| 日沃尔 | 30 |

2018年，66.8%的沃昂沃兰家庭拥有至少一辆私人汽车。2019年，沃昂沃兰境内共发生各类交通事故77起，造成2人遇难，101人受伤。

### 铁路
东部里昂铁路自里昂市区出发向东经过沃昂沃兰市区南部，该铁路已于1947年关闭，现被改造成为现代有轨电车线路。

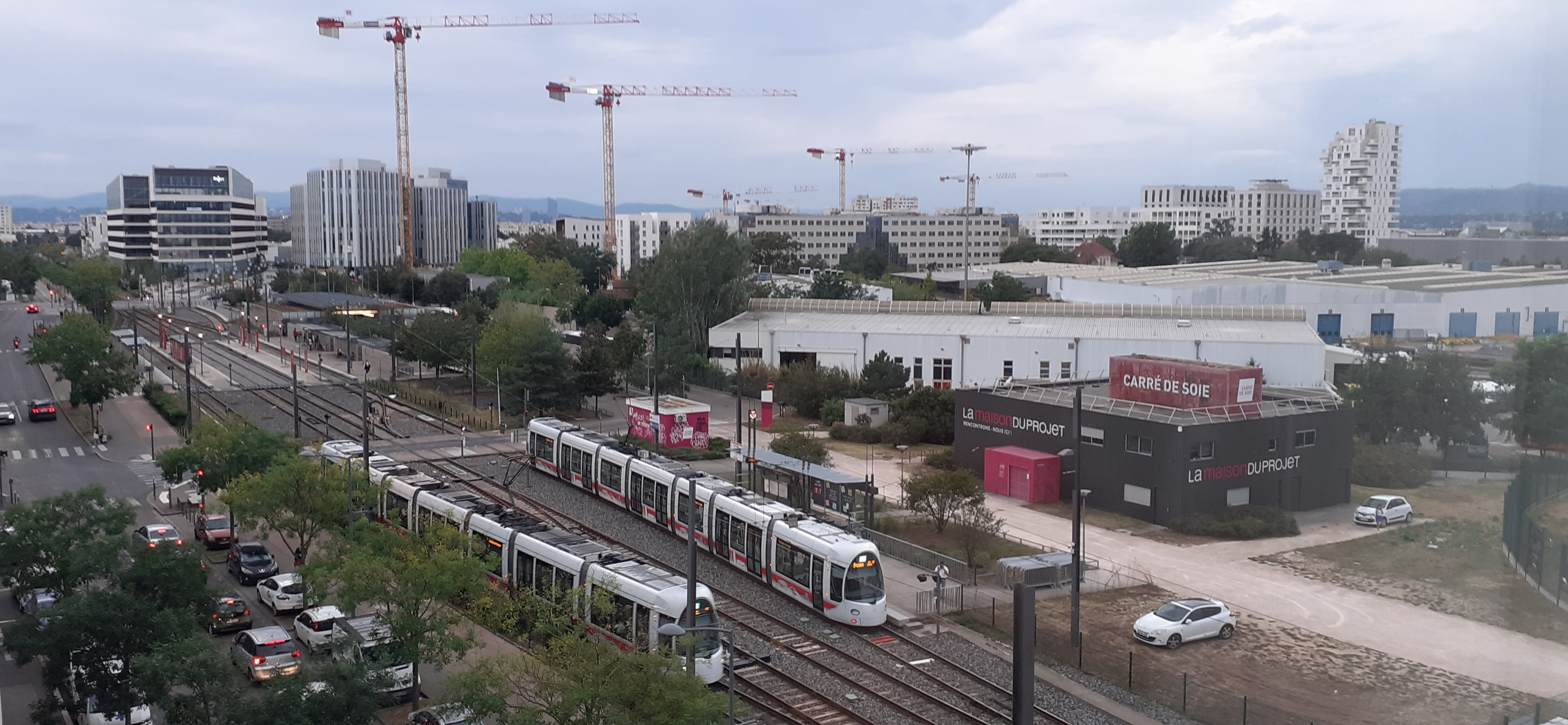
沃昂沃兰-拉苏瓦地铁站附近地面

距离沃昂沃兰最近的运营中的长途客运铁路车站为里昂帕尔迪厄站，该站位于里昂市区，是法国东部的重要铁路枢纽站，停靠前往多个方向的列车。

### 航空
距离沃昂沃兰最近的民用航空站为里昂圣埃克絮佩里机场，距离沃昂沃兰市中心的公路里程约18公里。

### 城市公共交通
沃昂沃兰是里昂城市公共交通（商业名称为）的服务范围，后者是里昂大都会的城市公共交通系统。截至2022年1月，该系统共包括数百条各类公共交通线路，其中里昂地铁A线，有轨电车T3线、T7线、机场线，大容量公交C3线、C8线、C15线，公交7路、16路、28路、37路、52路、57路、67路、68路、100路，工业区专线公交3路、4路、5路经过了沃昂沃兰市区。

## 政治

### 市政内阁
沃昂沃兰的现任市长为埃莱娜·若弗鲁瓦女士，她是社会党的一名成员，在2020年的市政选举中获得了44.3%的支持率。
| 沃昂沃兰历届市长 | 沃昂沃兰历届市长                 | 沃昂沃兰历届市长 |
| 任期             | 市长                             | 党派             |
| ---------------- | -------------------------------- | ---------------- |
| 1944年－1953年   | Jean Peyri 让·佩里               | PCF法国共产党    |
| 1953年－1966年   | René Carrier 勒内·卡里耶         | PCF法国共产党    |
| 1966年－1977年   | Robert Many 罗贝尔·马尼          | PCF法国共产党    |
| 1977年－1985年   | Jean Capievic 让·卡皮耶维克      | PCF法国共产党    |
| 1985年－2009年   | Maurice Charrier 莫里斯·沙里耶   | PCF法国共产党    |
| 2009年－2014年   | Bernard Genin 贝尔纳·热南        | PCF法国共产党    |

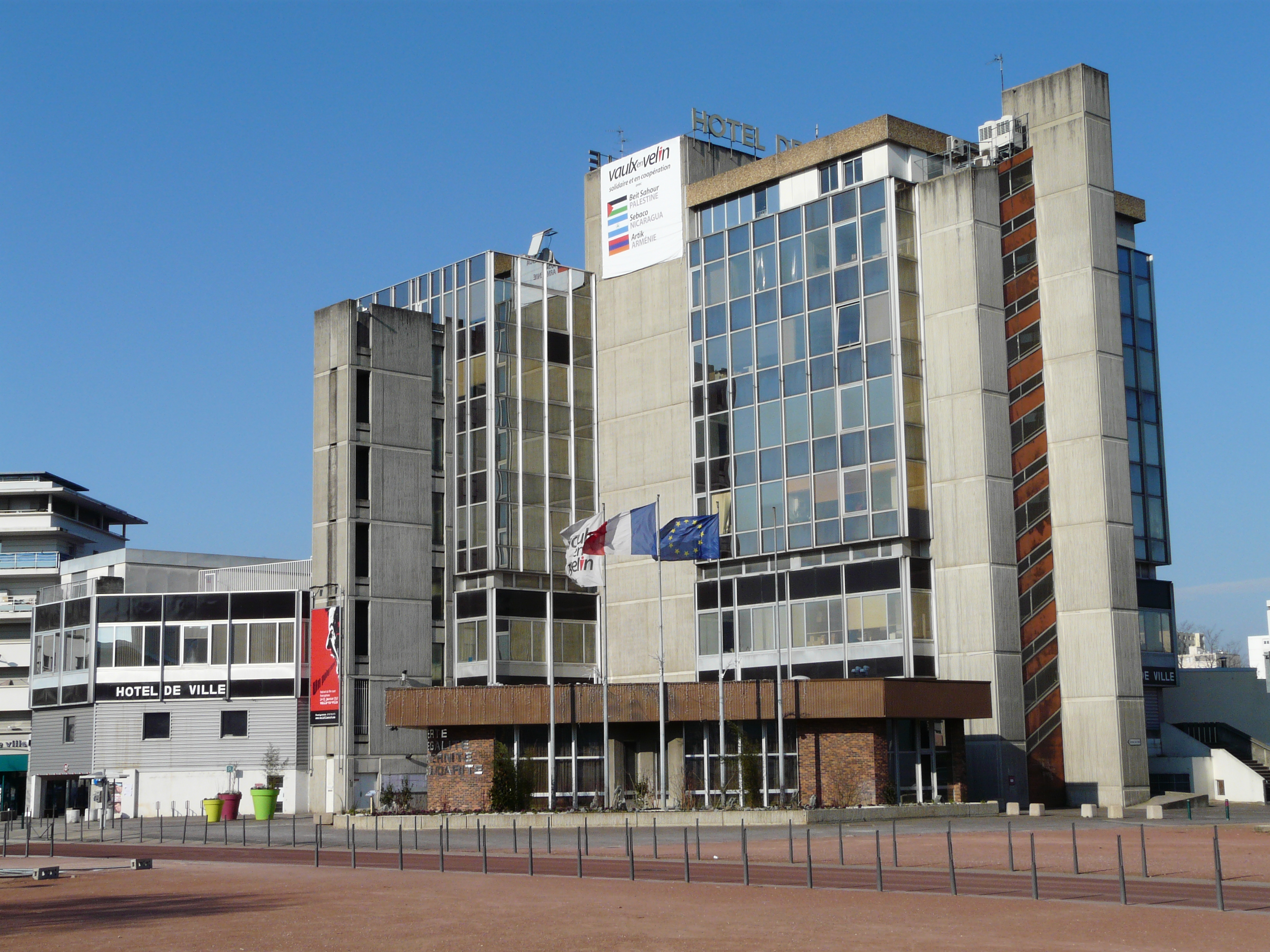
沃昂沃兰市政厅大楼

| 2014年－2016年   | Hélène Geoffroy 埃莱娜·若弗鲁瓦  | PS社会党         |
| 2016年－2017年   | Pierre Dussurgey 皮埃尔·迪叙尔热 | PS社会党         |
| 2017年－         | Hélène Geoffroy 埃莱娜·若弗鲁瓦  | PS社会党         |

### 各级选举
| 沃昂沃兰历届投票选举结果 | 沃昂沃兰历届投票选举结果 | 沃昂沃兰历届投票选举结果 | 沃昂沃兰历届投票选举结果 | 沃昂沃兰历届投票选举结果 | 沃昂沃兰历届投票选举结果 | 沃昂沃兰历届投票选举结果 | 沃昂沃兰历届投票选举结果 | 沃昂沃兰历届投票选举结果 |
| 选举项目                 | 选区单位                 | 选举结果                 | 选举结果                 | 选举结果                 | 选举结果                 | 选举结果                 | 选举结果                 | 参考资料                 |
| 选举项目                 | 选区单位                 | 第一轮胜出者             | 第一轮胜出者             | 支持率                   | 第二轮胜出者             | 第二轮胜出者             | 支持率                   | 参考资料                 |
| ------------------------ | ------------------------ | ------------------------ | ------------------------ | ------------------------ | ------------------------ | ------------------------ | ------------------------ | ------------------------ |
| 2017年法國總統選舉       | 沃昂沃兰市镇             |                          | 让-吕克·梅朗雄           | 38.52%                   |                          | 埃马纽埃尔·马克龙        | 75.93%                   | [ 24 ]                   |
| 2017年法国立法选举       | 罗讷省第七选区           |                          | 阿妮萨·凯德尔            | 28.38%                   |                          | 阿妮萨·凯德尔            | 61.74%                   | [ 24 ]                   |
| 2019年欧洲议会选举       | 沃昂沃兰市镇             |                          | Prenez le Pouvoir        | 22.86%                   | （不适用）               | （不适用）               | （不适用）               | [ 24 ]                   |
| 2020年里昂大都会市政选举 | H选区                    |                          | Christophe QUINIOU       | 22.74%                   |                          | 埃莱娜·若弗鲁瓦          | 48.72%                   | [ 25 ]                   |
| 2021年法国大区选举       | 沃昂沃兰市镇             |                          | Najat VALLAUD-BELKACEM   | 24.2%                    |                          | Fabienne GREBERT         | 52.64%                   | [ 26 ]                   |

## 人口
2018年，沃昂沃兰市镇人口数量为50,823，在法国排名第127位。其中男性24,521人，女性26,302人，75岁及以上人口占4.5%，外籍人口数量为12,148人，人口密度为2,426人/平方公里，当地居民被称为（男性）或（女性）。2019年，沃昂沃兰境内出生976人，死亡人口248人。
| 年份   | 1936  | 1946  | 1954  | 1962   | 1968   | 1975   | 1982   | 1990   | 1999   | 2006   | 2011   | 2016   | 2019   |
| ------ | ----- | ----- | ----- | ------ | ------ | ------ | ------ | ------ | ------ | ------ | ------ | ------ | ------ |
| 人口數 | 7,386 | 7,821 | 9,630 | 12,118 | 20,726 | 37,866 | 44,160 | 44,174 | 39,154 | 40,300 | 42,726 | 48,497 | 52,795 |

## 经济

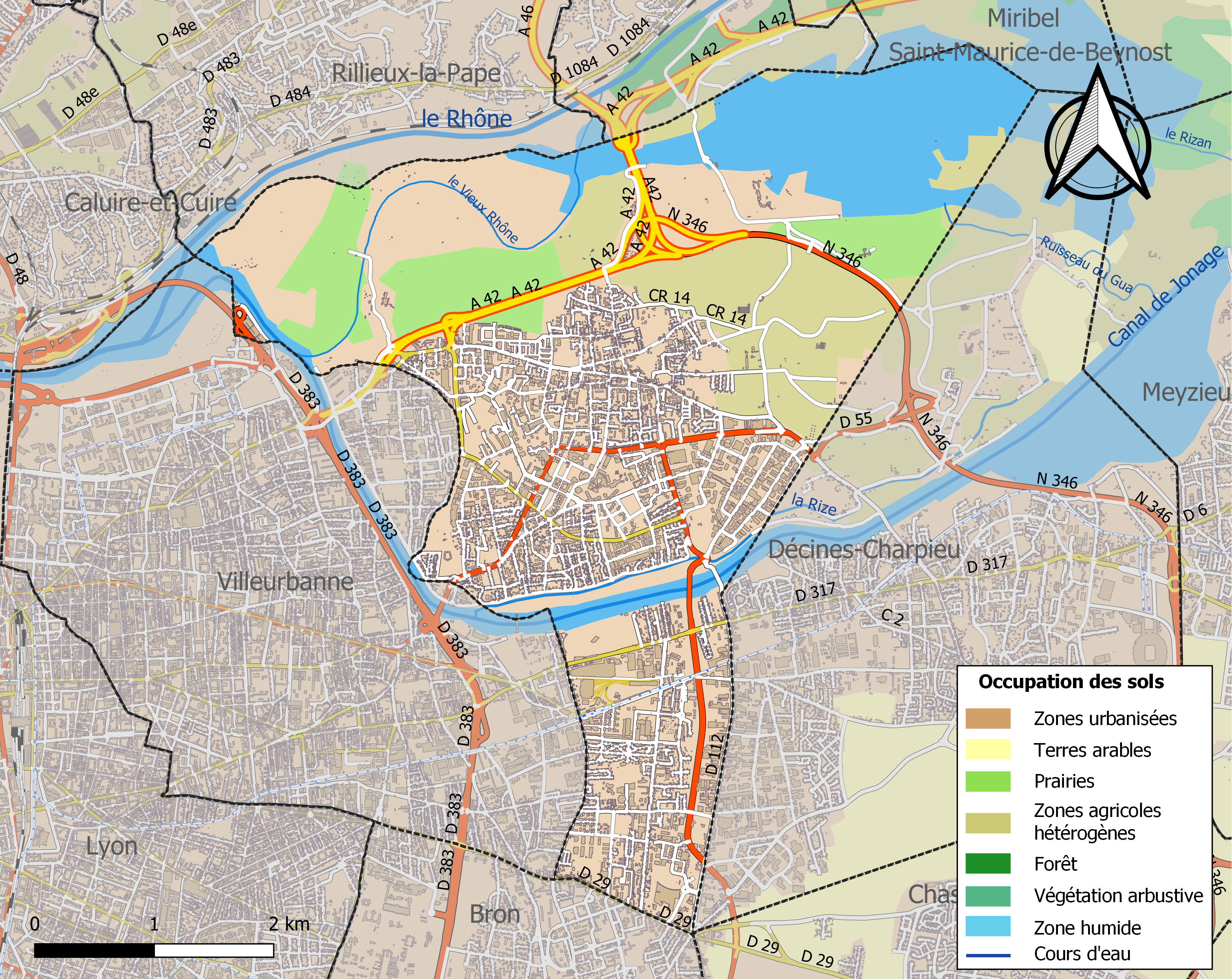
沃昂沃兰土地利用情况地图

沃昂沃兰是里昂都会区的重要组成部分。截止2022年1月，沃昂沃兰市镇范围内共有各类用人单位（包含自雇）7,398家，平均历史为11年，其中98.67%为中小型企业（PME）。（玻璃制品）、（清洁用品销售）及（无害垃圾收集）是当地2020年营业额最高的三个企业，分别为678,071,313欧元、137,958,204欧元和127,601,609欧元。

## 财政与居民收入
2020年，沃昂沃兰的财政收入总额为79,432,200欧元，财政支出总额为75,051,500欧元，当年的债务总额为70,857,500欧元。2021年，沃昂沃兰共获得24,390,978欧元的国家财政补助，比上一年增加了2.6%。
2019年，沃昂沃兰的人均月收入总额为1,941欧元，其中高级职员为3,067欧元，低于法国平均水平（4,230欧元）；中级职员为2,217欧元，低于法国平均水平（2,411欧元）；普通职员为1,673欧元，亦低于法国平均水平（1,740欧元）。
2018年，沃昂沃兰境内的青壮年（15至64岁）失业率为22.0%，当地32.3%的家庭拥有纳税资格，平均纳税1,609欧元，低于法国平均水平（3,910欧元）。

## 社会事务

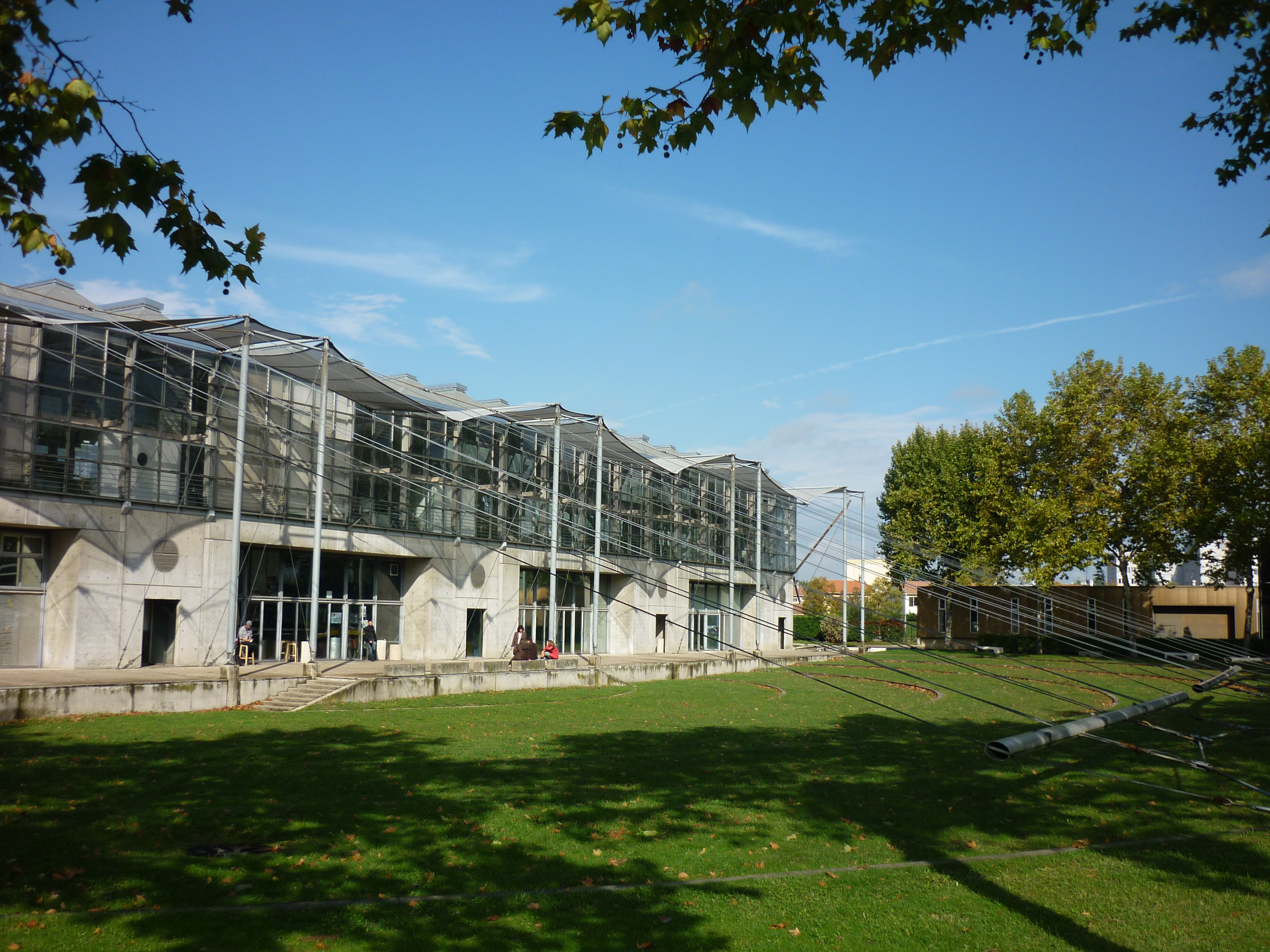
里昂国立高等建筑学校

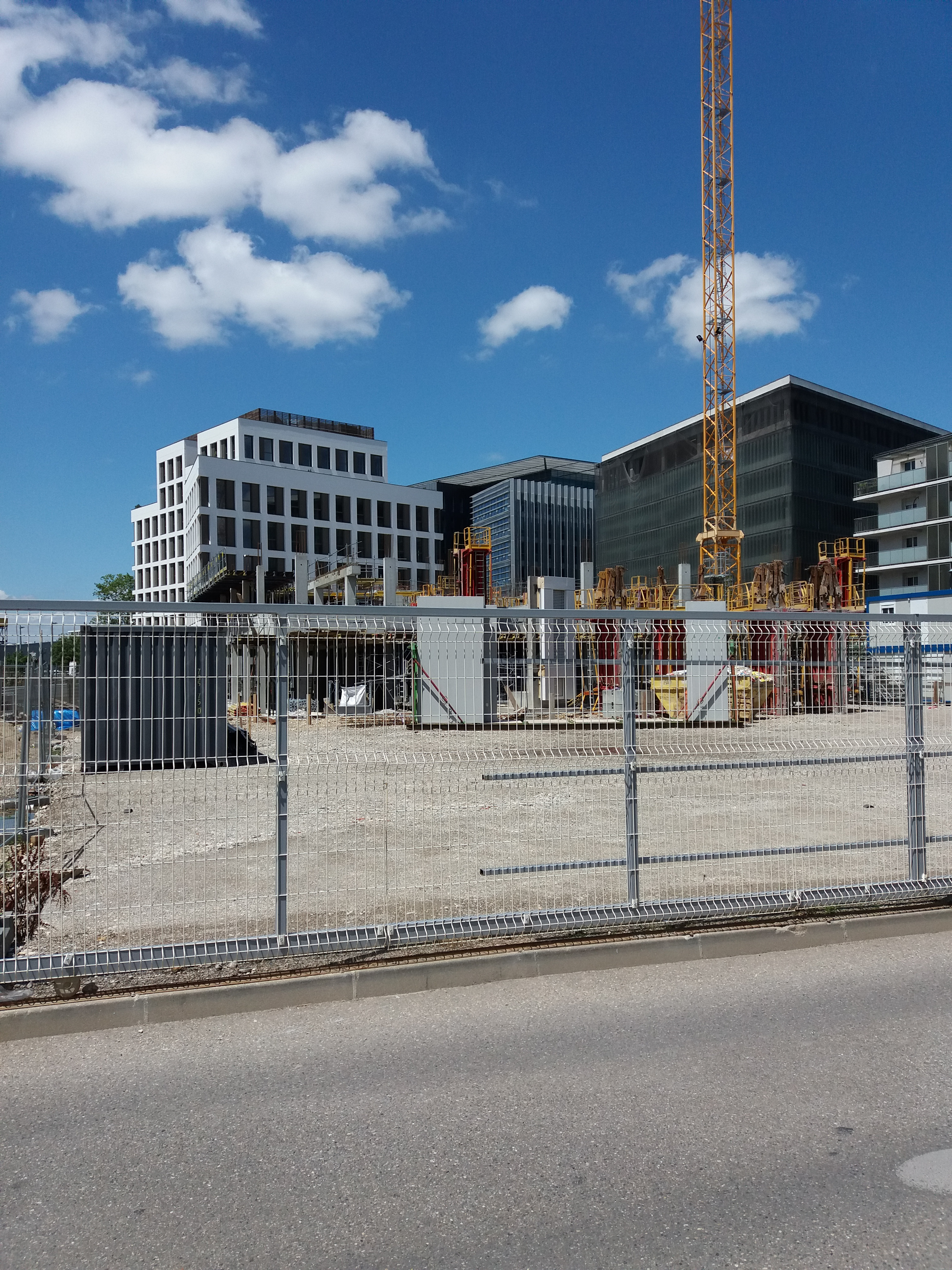
沃昂沃兰的一处建筑工地（2019年）

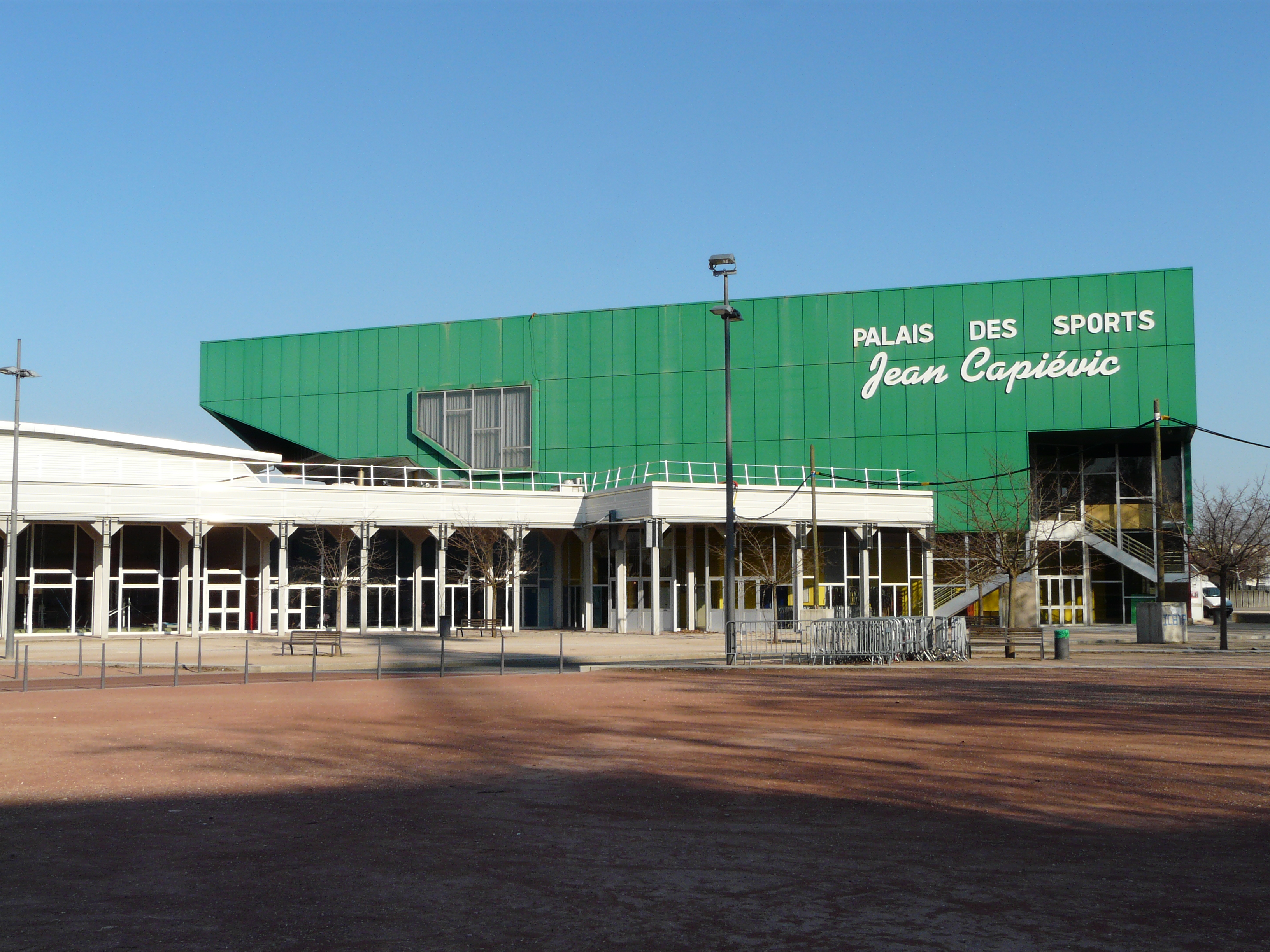
沃昂沃兰体育中心

### 教育
沃昂沃兰属于里昂学区。截止2020年1月1日，沃昂沃兰境内共有16所幼儿园、18所小学、4所初级中学、1所普通高中和2所职业高中。2018至2019学年度，沃昂沃兰境内共有在校中等教育阶段学生2,330名。
在高等教育方面，法国国家公共工程学校和里昂国立高等建筑学校位于沃昂沃兰境内。

### 医疗
截止2020年1月1日，沃昂沃兰境内共有全科医生34名、保健师49名、牙医16名、护士54名、眼科医生2名、皮肤科医生2名、助产士6名和儿科医生3名。境内共有药房13家、养老院3家、残疾人帮扶中心3家。
沃昂沃兰是里昂人民慈善会的管辖范围，后者是法国的一个区域性医疗机构，其下属的莱沙尔佩讷医院（Hôpital des Charpennes）位于维勒班，距离沃昂沃兰市区的正常车程在10分钟以内，该院设有床位244个，是里昂市区北部规模最大的公立综合性医院。
里昂-维勒班医疗中心是法国的一个私立医院，其主病区位于维勒班市区，距离沃昂沃兰的正常车程在10分钟以内。该院有超过740个床位，是法国最大的私立医疗机构。

### 住房
2018年，沃昂沃兰境内共有各类住房19,368套，其中20.8%为独立式居民区，78.2%为集中式居民区。常住房屋占沃昂沃兰市镇范围内居民建筑总量的92.1%。
在住房保障政策方面，2020年，沃昂沃兰境内共有7,956户家庭获得了住房经济补助，受益人数占总人口数量的15.7%，其中7,510份为房租补助。

### 商业
2019年，沃昂沃兰境内共有各类实体商铺1,594家，其中餐厅189家、大型超市6家、杂货店23家、面包房31家、肉铺34家、书店1家、装饰品店5家、银行门店10家、美容美发店28家、汽车维修店126家。沃昂沃兰市中心建有一家麦德龙和卡西诺超市；市区南部建有七道口商业街区（Centre commercial Les Sept Chemins），有家乐福、Lidl、Gifi等商场。

### 体育
2020年，沃昂沃兰境内共有2家游泳池、7间体育馆、19处网球场、8处足球或橄榄球场、8处篮球或排球场以及1处高尔夫球场。
截至2022年1月，沃昂沃兰境内共有11家注册足球俱乐部。沃昂沃兰足球俱乐部（编号504723）是当地的代表性足球队，成立于1946年，2021至2022赛季参加法国全国丙组联赛（法戊），其主场弗朗西斯克·若马尔球场（Stade Francisque Jomard）位于市区东部，若纳日运河北岸。

### 环境
沃昂沃兰的环境事务由其所属的里昂大都会负责。2019年，沃昂沃兰境内共有3家污染企业。

### 治安
2019年，沃昂沃兰市镇范围内共有1处派出所。
沃昂沃兰所在地是里昂宪兵总队的管辖范围。2020年，该宪兵总队辖区内共18个市镇累计发生各类案件85,351起，其中盗窃类案件52,159起，经济类案件9,497起，毒品交易类案件3,362起。

## 文化
2020年，沃昂沃兰境内共有1家剧场、2家电影院和1家音乐厅。沃昂沃兰市政府提供多媒体中心，向公众全年开放。

### 建筑
沃昂沃兰境内的建筑大多建于20世纪以后，截至2022年1月，当地暂无法国国家文物保护单位。圣母升天教堂、沃昂沃兰天象仪等是当地的地标性建筑物。

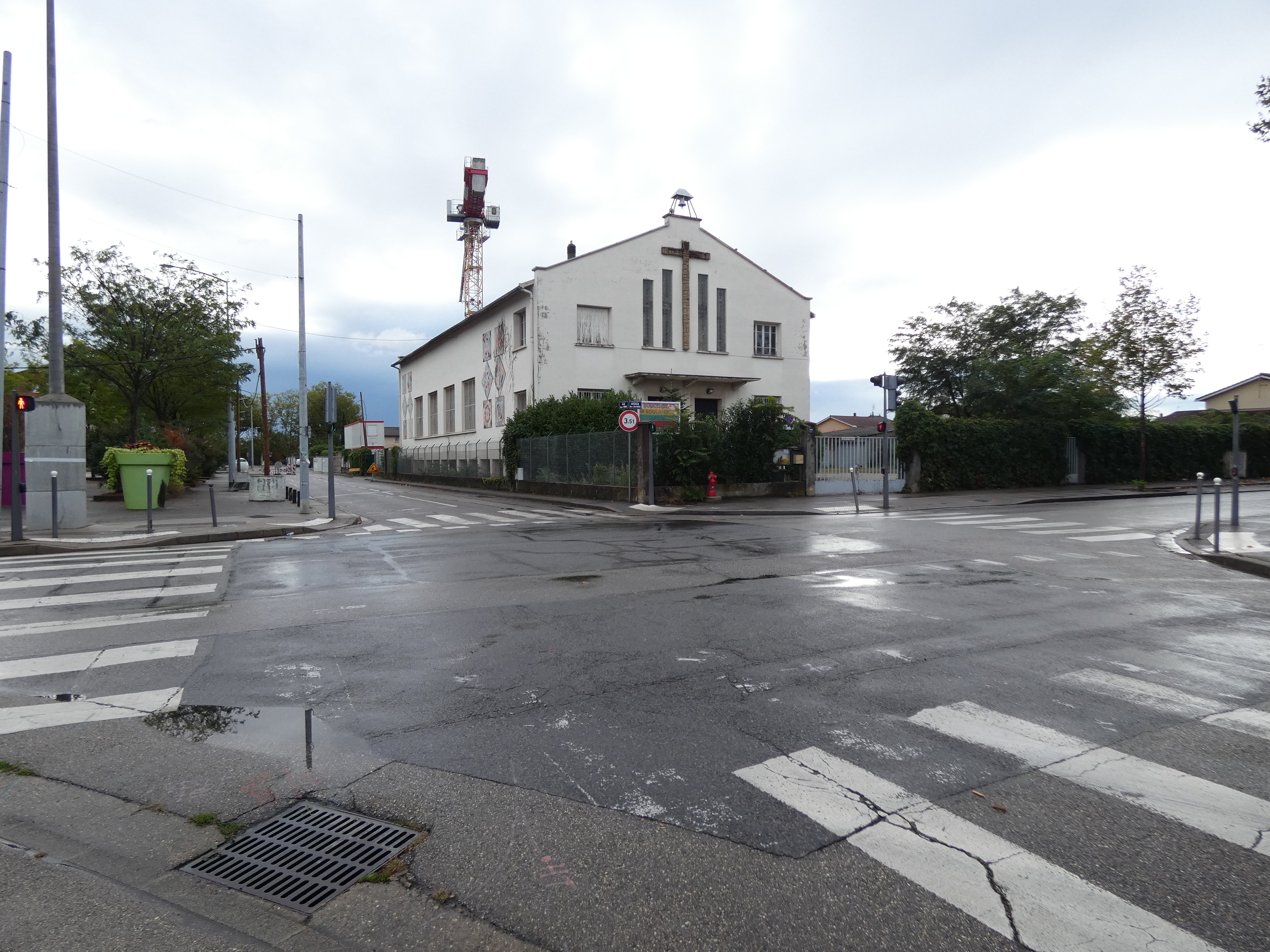
圣约瑟夫教堂
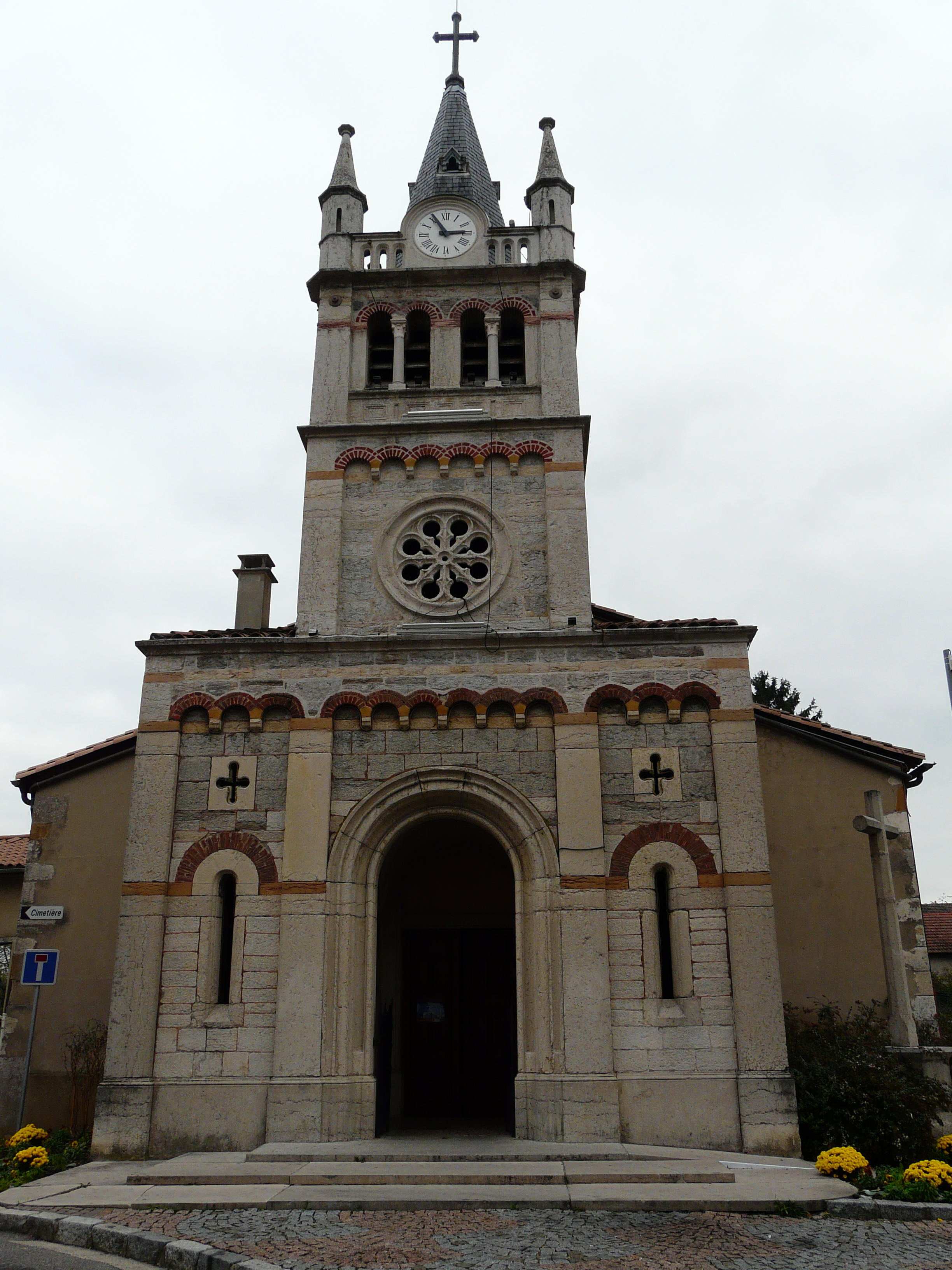
圣母升天教堂（法语：Église Notre-Dame-de-l'Assomption de Vaulx-en-Velin）
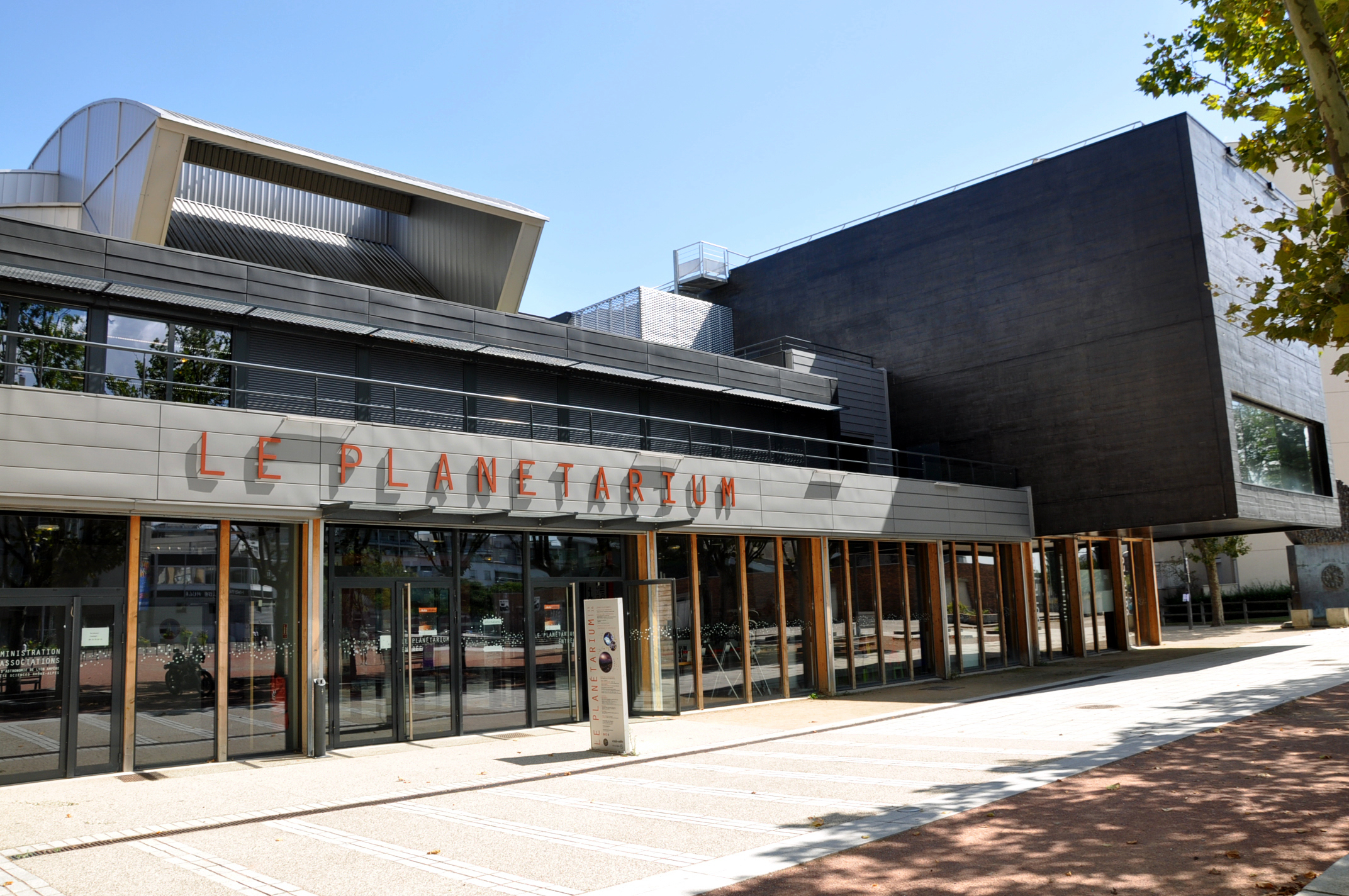
沃昂沃兰天象仪（法语：Planétarium de Vaulx-en-Velin）
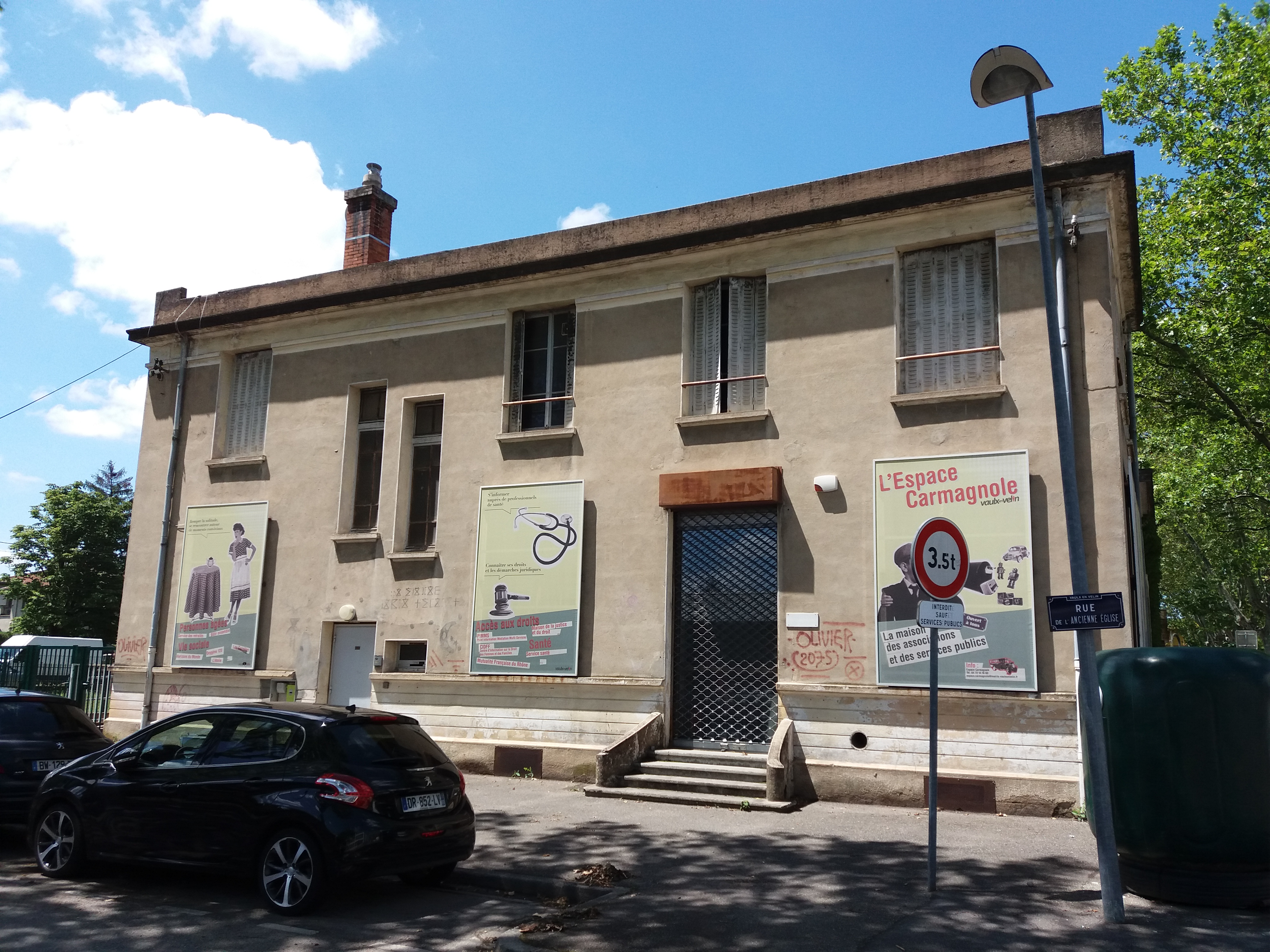
卡马尼奥勒楼
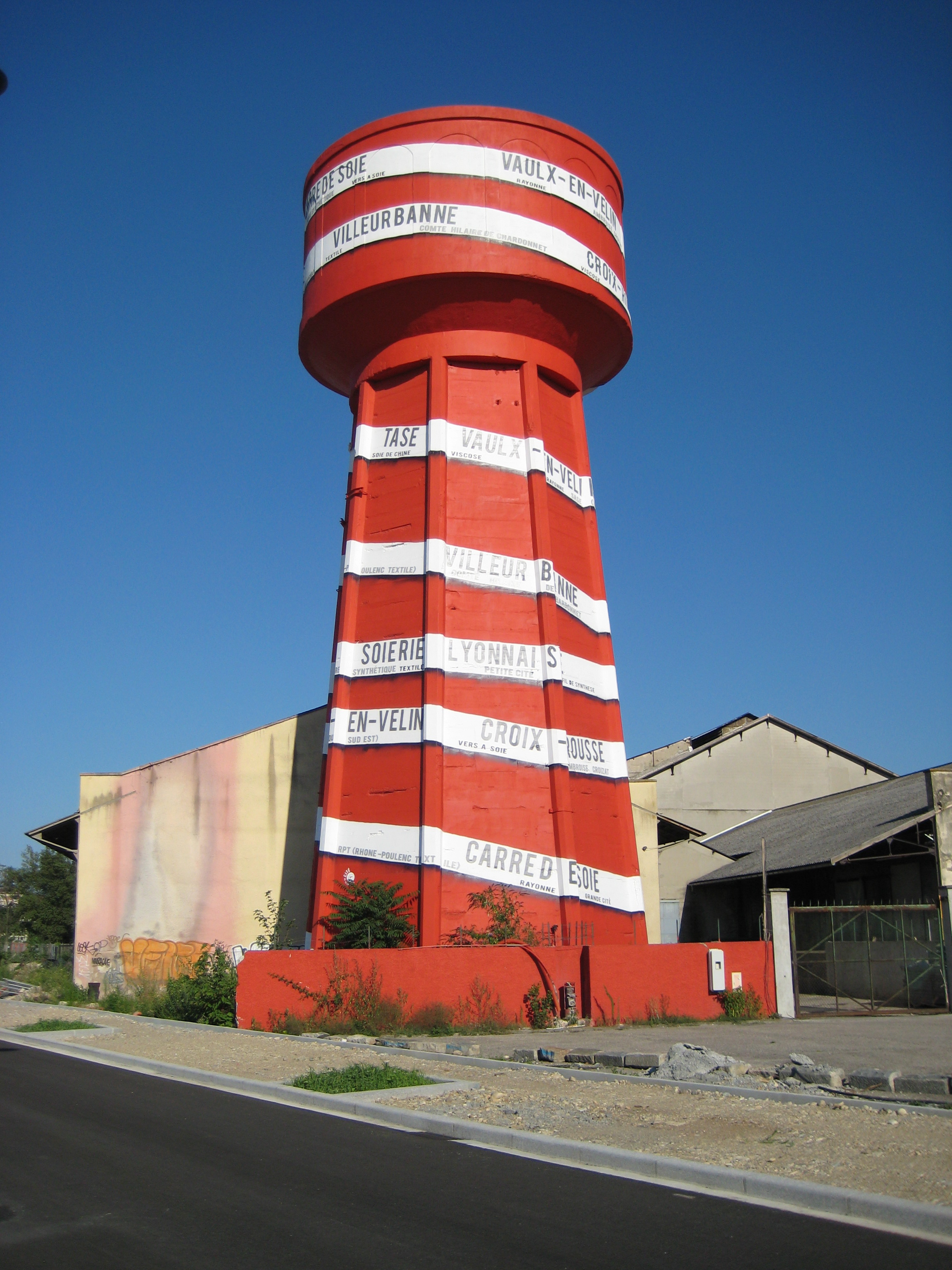
水塔
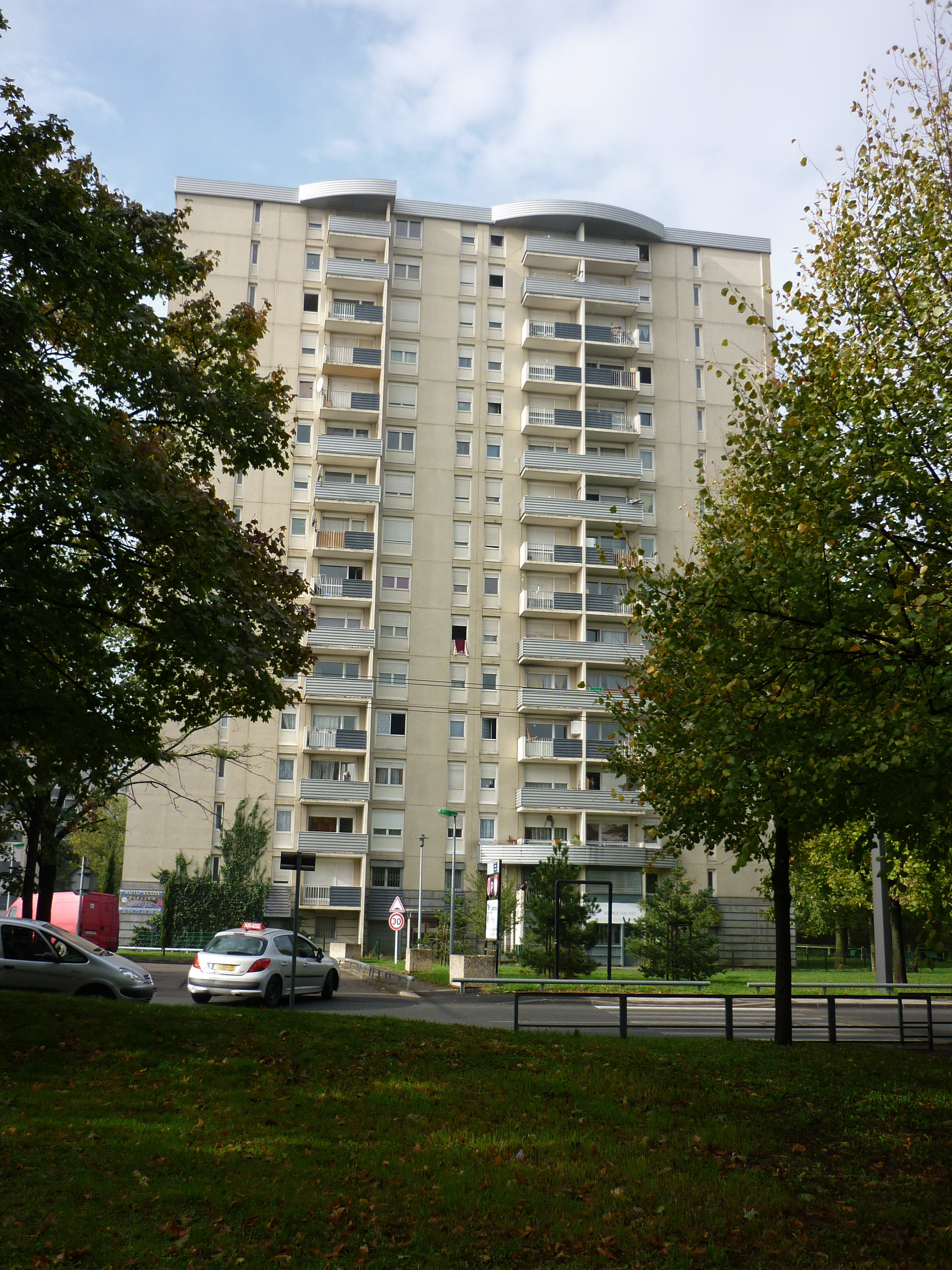
公牛山居民楼
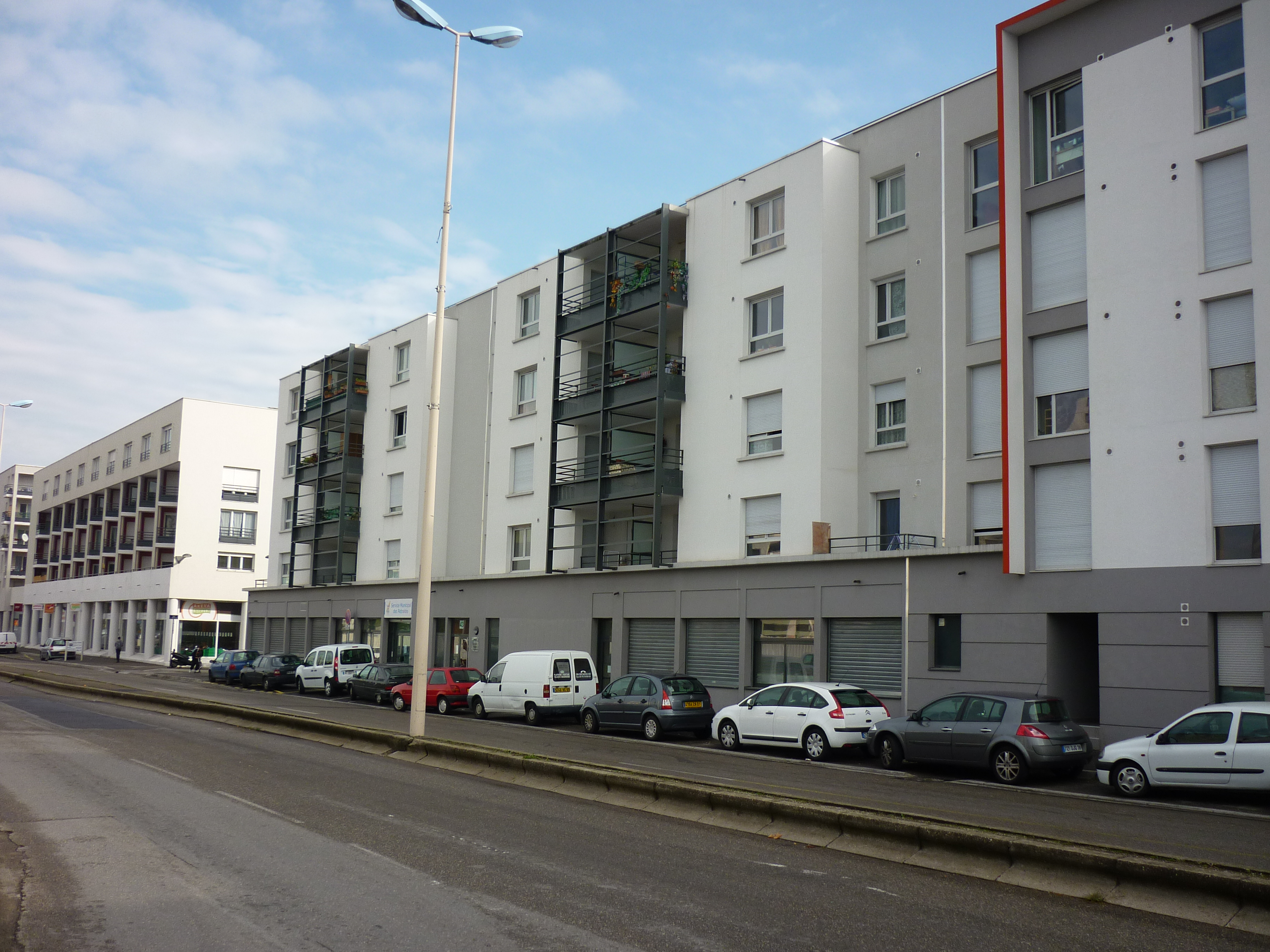
佩里居民楼
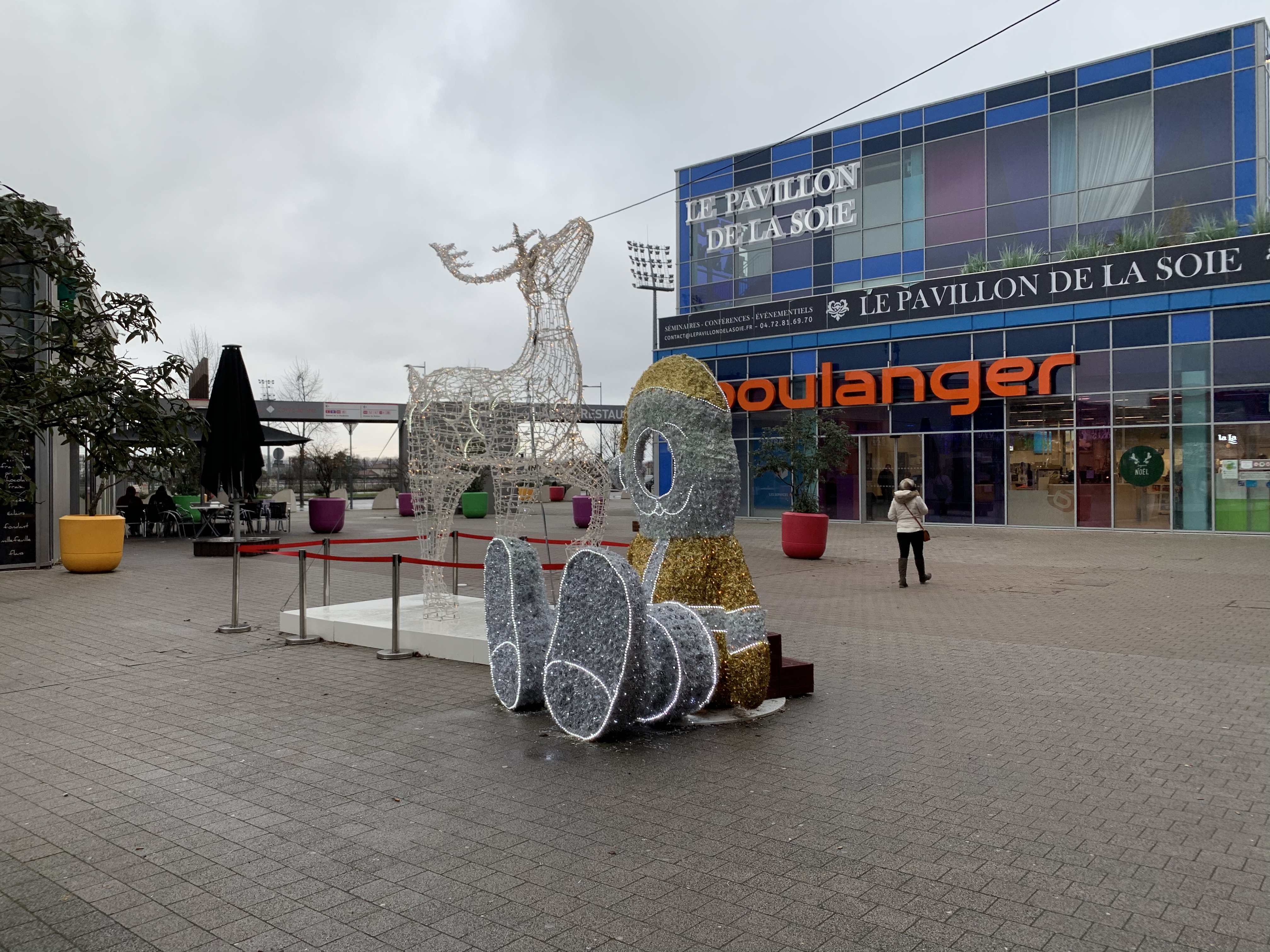
丝路商业中心

### 旅游
沃昂沃兰的旅游事务由其所属的里昂大都会负责。2021年，沃昂沃兰境内共有2家酒店共计161间房间。

### 媒体
法国主要的媒体均可在沃昂沃兰接收，法国电视三台下属的奥弗涅-罗讷-阿尔卑斯大区频道在部分时段播出沃昂沃兰所属区域的地方新闻。《进步报》、《里昂首府》杂志、里昂第一广播、Scoop广播、BFM电视台里昂频道等是当地主要的地方性媒体。

## 友好城市
截至2022年1月，沃昂沃兰共与七座城市互为友好城市关系：
- 德国 伯伦（1974年）
- 白俄羅斯 奥尔沙（1975年）
- 尼加拉瓜 塞瓦科（1987年）
- 西班牙 蒙特多罗（1988年）
- 亞美尼亞 Artik（1999年）
- 巴勒斯坦 Beit Sahour（2008年）
- 葡萄牙 蓬蒂达巴尔卡（2019年）